# Arato de Sición
Arato de Sición (271 a. C. - 213 a. C.) fue un militar y político de la Antigua Grecia.

## Biografía
Liberó Sición de la breve tiranía de Nicocles en el 251 a. C. En el 245 a. C. se convirtió en estratego de la Liga Aquea. Arrebató a Antígono Gónatas el Acrocorinto, conquistando la ciudad de Corinto en 243 a. C., la cual adhirió a la Liga Aquea. También asoció a Mégara.
Fue nombrado estratego numerosas veces y liberó al Peloponeso de tiranos, de modo que Argos, Fliunte y Megalópolis, la ciudad más importante de Arcadia, se agregaron a la Liga Aquea. 
Dirigió la Liga aquea contra los etolios y los espartanos. Tras ser derrotada la Liga aquea por los etolios y destruidas las ciudades de dicha liga, Arato pidió ayuda a Antígono Dosón de Macedonia contra los etolios y los espartanos.

Tras la muerte de Antígono en 222 a. C., y no obtener ayuda de Filipo V de Macedonia, buscó que la Liga Aquea se sometiera a Macedonia.
Polibio y Plutarco refieren cómo Filipo envenenó a Arato.
En esta misma época los romanos, tras expulsar a los cartagineses de Sicilia en el 224 a. C., realizaron una serie de expediciones contra los galos cisalpinos hasta el año 218 a. C.